# Tuba (Wolke)
Tuba (lat. „Röhre, Blasinstrument im alten Rom mit langgestreckter Röhre und schmalem Schallbecher“) bezeichnet, laut WMO, in einer Wolke eine Säule oder einen umgekehrten Kegel, der aus der Wolkenbasis herauswächst. Hierdurch wird eine kräftige Wirbelbewegung sichtbar (siehe Trombe). Diese Sonderform kommt bei Cumulonimbus und weniger häufig auch bei Cumulus vor.
Abgrenzung: Eine Tuba ohne Bodenkontakt wird als Trichterwolke (Funnelcloud) bezeichnet.